# Idioma yola
El yola es una lengua extinta de la familia germánica occidental hablada antiguamente en Irlanda, concretamente en el condado de Wexford, y cuyo origen está en la evolución independiente del inglés antiguo que llevaron a la parte oriental de la isla las huestes de los normandos Richard de Clare, 2º conde de Pembroke, apodado Strongbow, y Robert FitzStephen, sobre 1169.
Este dialecto del inglés antiguo, que antes de su extinción recibía el nombre de yola (que significa "antiguo"), evolucionó separadamente del inglés británico. Más allá de la asimilación de numerosos vocablos irlandeses, y debido quizá al aislamiento geográfico y al carácter predominantemente rural de las comunidades que lo hablaban, el yola cambió muy poco con el paso de los siglos. A principios del siglo XIX era ya un idioma distinto al inglés estándar.
El yola siguió hablándose en la comarca de Forth, en el sur del condado de Wexford, hasta mediados del siglo XIX, cuando empezó a ser desplazado por la variante irlandesa del inglés como consecuencia de los mismos procesos sociales, políticos y económicos que ejercieron presión sobre el irlandés. A finales de siglo, eran muy escasos los rastros existentes de su patrimonio lingüístico.

## Distribución geográfica
Se habló principalmente en las baronías de Forth y Bargy, dos de las diez baronías del condado de Wexford, en el sureste de Irlanda.

## Clasificación
El yola desciende del inglés antiguo y el inglés medio, y estaba estrechamente relacionado con los dialectos del suroeste de Inglaterra (condados de Devon y Somerset), así como con el habla de la zona tradicionalmente anglófona del sur del condado de Pembroke, en Gales.
Los asentamientos urbanos de Wexford y Dublín fueron fundados por los vikingos. Es posible que el inglés que floreció en ambas ciudades se viera influido por el nórdico antiguo de éstos, aunque no existen pruebas que apoyen esta teoría.
Son también escasas que evidencien un vínculo con el neerlandés. Esta hipótesis se apoyaba sobre todo en las semejanzas fonéticas entre el yola y el flamenco occidental, pero estudios posteriores demostraron que se trata de un claro descendiente del inglés medio.
La también extinta lengua del norte del condado de Dublín, el fingaliano tiene orígenes similares y se cree que fueron muy similares.

## Fonética
Al igual que ocurre en el neerlandés y en las variantes sudoccidentales del inglés, la mayor parte de las fricativas mudas del yola se convirtieron en fricativas sonoras. Las vocales del inglés medio se conservan, sin que aparecieran muestras de la gran modificación vocálica del inglés moderno.
Una peculiaridad del yola es el traslado del acento prosódico a la segunda sílaba de la palabra en muchos casos, convirtiéndose en agudos vocablos que son llanos en inglés moderno: morsaale "morsel", hatcheat "hatchet", dineare "dinner", readeare "reader", weddeen "wedding", etc. (O'Rahilly 1932).

## Gramática

### Verbos
Las formas verbales del yola tienen rasgos de tipo arcaizante. La segunda y tercera persona del plural mantienen la desinencia -eth, como en el inglés de tiempos de Godofredo de Chaucer. El participio de pasado retiene la y del inglés medio como ee.

## Léxico
El vocabulario compilado por Jacob Poole nos aporta la mayor parte del léxico conocido en yola. Poole era agricultor y cuáquero. Era oriundo de Growtown, en la parroquia de Taghmon, situada en el límite entre las baronías de Bargy y Shelmaliers. Recopiló palabras y frases que utilizaban sus guardeses y jornaleros entre 1800 y 1827, año de su muerte.
Aunque la mayor parte de su léxico es de origen anglosajón, el yola tiene muchos préstamos del irlandés y el francés.
| Yola              | Inglés |
| ----------------- | ------ |
| a, ee (art. def.) | the    |
| dhing             | thing  |
| fho               | who    |
| ee-go             | gone   |
| egast             | fear   |
| yola, yole        | old    |

## El inglés actual en el sur del condado de Wexford
Diarmaid Ó Muirithe viajó al sur del condado de Wexford en 1978 con el fin de estudiar el inglés hablado en esa área (Ó Muirithe 1997). Sus informantes iban de los 40 a los 90 años. Entre otras muchas, éstos son algunos vocablos que eran aún de uso corriente en esos años:
- Amain: "Going on amain" = Llevarse bien
- Bolsker: Una persona poco amigable
- Chy: Un poco
- Drazed: Gastado, raído
- Fash: "in a fash", confuso.
- Keek: Espiar (en neerlandés: kijken)
- Saak: tomar el sol, calentarse delante de un fuego.

## Ejemplos

### Una canción en yola
Fade teil thee zo lournagh, co Joane, zo knaggee?

Th' weithest all curcagh, wafur, an cornee.

Lidge w'ouse an a milagh, tis gaay an louthee:

Huck nigher; y'art scuddeen; fartoo zo hachee?
Well, gosp, c'hull be zeid; mot thee fartoo, an fade;

Ha deight ouse var gabble, tell ee zin go t'glade.

Ch'am a stouk, an a donel; wou'll leigh out ee dey.

Th' valler w'speen here, th' lass ee chourch-hey.
Yerstey w'had a baree, gist ing oor hoane,

Aar gentrize ware bibbern, aamzil cou no stoane.

Yith Muzleare had ba hole, t'was mee Tommeen,

At by mizluck was ee-pit t'drive in.
Joud an moud vrem earchee ete was ee Lough.

Zitch vaperreen, an shimmereen, fan ee-daf ee aar scoth!

Zitch blakeen, an blayeen, fan ee ball was ee-drowe!

Chote well aar aim was t'yie ouz n'eer a blowe.
Mot w'all aar boust, hi soon was ee-teight

At aar errone was var ameing 'ar 'ngish ee-height.

Zitch vezzeen, tarvizzeen, 'tell than w'ne'er zey.

Nore zichel ne'er well, nowe, nore ne'er mey.
(Existen nueve versos más).
Traducción aproximada en inglés actual
An Old Song
What ails you so melancholy, quoth John, so cross?

You seem all snappish, uneasy, and fretful.

Lie with us on the clover, 'tis fair and sheltered:

Come nearer; you're rubbing your back; why so ill tempered?
Well, gossip, it shall be told; you ask me what ails me, and for what;

You have put us in talk, till the sun goes to set.

I am a fool and a dunce; we'll idle out the day.

The more we spend here, the less in the churchyard.
Yesterday we had a goal just in our hand.

Their gentry were quaking, themselves could not stand.

If Good-for-little had been buried, it had been my Tommy,

Who by misluck was placed to drive in.
Throngs and crowds from each quarter were at the Lough;

Such vapouring and glittering when stript in their shirts!

Such bawling and shouting, when the ball was thrown!

I saw their intent was to give us ne'er a stroke.
But with all their bravado they were soon taught

That their errand was aiming to bring anguish upon them

Such driving, and struggling, 'till then we ne'er saw

Nor such never will, no, nor never may.

### Números cardinales en yola
| 1    | 2    | 3     | 4     | 5     | 6     | 7      | 8     | 9     | 10   |
| ---- | ---- | ----- | ----- | ----- | ----- | ------ | ----- | ----- | ---- |
| oane | twye | dhree | vowér | veeve | zeese | zebbem | ayght | neene | dhen |

### Una carta dirigida al Lord Lieutenant en 1836
Congratulatory address in the dialect of Forth and Bargy, presented to Earl Musgrave, Lord Lieutenant of Ireland on his visit to Wexford in 1836 taken from the Wexford Independent newspaper of 15 February 1860. The paper’s editor Mr Edmund Hore writes: 
The most remarkable fact, in reality, in connexion with the address is this. In all probability it was the first time regal or vice-regal ears were required to listen to word of such a dialect; an it is even still more probable that a like event will never happen again; for if the use of this old tongue dies out as fast for the next five-and-twenty years as it has for the same bygone period, it will be utterly extinct and forgotten before the present century shall have closed.
In order for a person not acquainted with the pronunciation of the dialect to form anything like an idea of it, it is first necessary to speak slowly, and remember that the letter a has invariably the same sound, like a in “father”. Double ee sounds like e in “me”, and most words of two syllables the long accent is placed on the last. To follow the English pronunciation completely deprives the dialect of its peculiarities.
To’s Excellencie Constantine Harrie Phipps, y’ Earle Mulgrave, Lord Lieutenant-General and General Governor of Ireland. Ye soumissive Spakeen o’ouz Dwelleres o’ Baronie Forthe, Weisforthe.
MAI’T BE PLESANT TO TH’ECCELLENCIE, - Wee, Vassalès o’ ‘His Most Gracious majesty’, Wilyame ee Vourthe, an, az wee verilie chote, na coshe and loyale dwellerès na Baronie Forthe, crave na dicke luckie acte t’uck neicher th’ Eccellencie, an na plaine grabe o’ oure yola talke, wi vengem o’ core t’gie ours zense o’ y gradès whilke be ee-dighte wi yer name; and whilke we canna zei, albeit o’ ‘Governere’, ‘Statesman’, an alike. Yn ercha and aul o’ while yt beeth wi gleezom o’ core th’ oure eyen dwytheth apan ye Vigere o’dicke Zouvereine, Wilyame ee Vourthe, unnere fose fatherlie zwae oure diaez be ee-spant, az avare ye trad dicke londe yer name waz ee-kent var ee vriene o’ livertie, an He fo brake ye neckares o’ zlaves. Mang ourzels – var wee dwytheth an Irelonde az ure genreale haim – y’ast, bie ractzom o’honde, ee-delt t’ouz ye laas ee-mate var ercha vassale, ne’er dwythen na dicke waie nar dicka. Wee dwyth ye ane fose dais be gien var ee guidevare o’ye londe ye zwae, - t’avance pace an livertie, an, wi’oute vlynch, ee garde o’ generale reights an poplare vartue. Ye pace – yea, we mai zei, ye vast pace whilke bee ee-stent owr ye londe zince th’ast ee-cam, proo’th, y’at wee alane needeth ye giftes o’generale rights, az be displayth bie ee factes o’thie goveremente. Ye state na dicke daie o’ye londe, na whilke be nar fash nar moile, albeit ‘constitutional agitation’, ye wake o’hopes ee-blighte, stampe na yer zwae be rare an lightzom. Yer name var zetch avancet avare ye, e’en a dicke var hye, arent whilke ye brine o’zea an dye craggès o’noghanes cazed nae balke. Na oure gladès ana whilke we dellt wi’ mattoke, an zing t’oure caulès wi plou, wee hert ee zough o’ye colure o’ pace na name o’ Mulgrave. Wi Irishmen ower generale houpes be ee-boud – az Irishmen, an az dwellerès na cosh an loyale o’ Baronie Forthe, w’oul daie an ercha daie, our meines an oure gurles, praie var long an happie zins, shorne o’lournagh an ee-vilt wi benisons, an yersel and oure gude Zovereine, till ee zin o’oure daies be var aye be ee-go to’glade.
Traducción al inglés actual
To his Excellency, Constantine Henry Phipps, Earl Mulgrave, Lord Lieutenant-General, and General Governor of Ireland. The humble Address of the Inhabitants of the Barony of Forth, Wexford.
MAY IT PLEASE YOUR EXCELLENCY – We, the subjects of his Most Gracious Majesty, William IV, and, as we truly believe, both faithful and loyal inhabitants of the Barony of Forth, beg leave at this favourable opportunity to approach your Excellency, and in the simple dress of our old dialect to pour forth from the strength (or fullness) of our hearts, our sense (or admiration) of the qualities which characterise your name, and for which we have no words but of ‘Governor’, ‘Statesman’, etc. In each and every condition it is with joy of heart that our eyes rest upon the representative of the Sovereign, William IV, under whose paternal rule our days are spent; for before your foot pressed the soil, your name was known to us as the friend of liberty, and he who broke the fetters of the slave. Unto ourselves – for we look on Ireland to be our common country – you have with impartial hand ministered the laws made for every subject, without regard to this party or that. We behold in you one whose days are devoted to the welfare of the land you govern, to promote peace and liberty – the uncompromising guardian of the common right and public virtue. The peace – yes, we may say the profound peace – which overspreads the land since your arrival, proves that we alone stood in need of the enjoyment of common privileges, as is demonstrated by the results of your government. The condition, this day, of the country, in which is neither tumult nor disorder, but that constitutional agitation, the consequence of disappointed hopes, confirms your rule to be rare and enlightened. Your fame for such came before you even into this retired spot, to which neither the waters of the sea below nor the mountains above caused any impediment. In our valleys, where we were digging with the spade, or as we whistled to our horses in the plough, we heard the distant sound of the wings of the dove of peace, in the word Mulgrave. With Irishmen our common hopes are inseparably bound up – as Irishmen, and as inhabitants, faithful and loyal, of the Barony Forth, we will daily and every day, our wives and our children, implore long and happy days, free from melancholy and full of blessings, for yourself and our good Sovereign, until the sun of our lives be gone down the dark valley (of death).